# ميت غمر (مركز)
مركز ميت غمر مركز إداري مصري. يقع في محافظة الدقهلية الواقعة في جمهورية مصر العربية. القاعدة الإدارية للمركز هي مدينة ميت غمر. يرأس المدينة ومركزها أنور مدحت عثمان منذ تعيينه في يناير 2024 (547 يوم). مساحة المركز 247,6 كم2 (6,7% من مساحة المحافظة) تنقسم إلى 15 وحدة قروية منها 53 قرية رئيسة و37 قرية تابعة.

## التاريخ

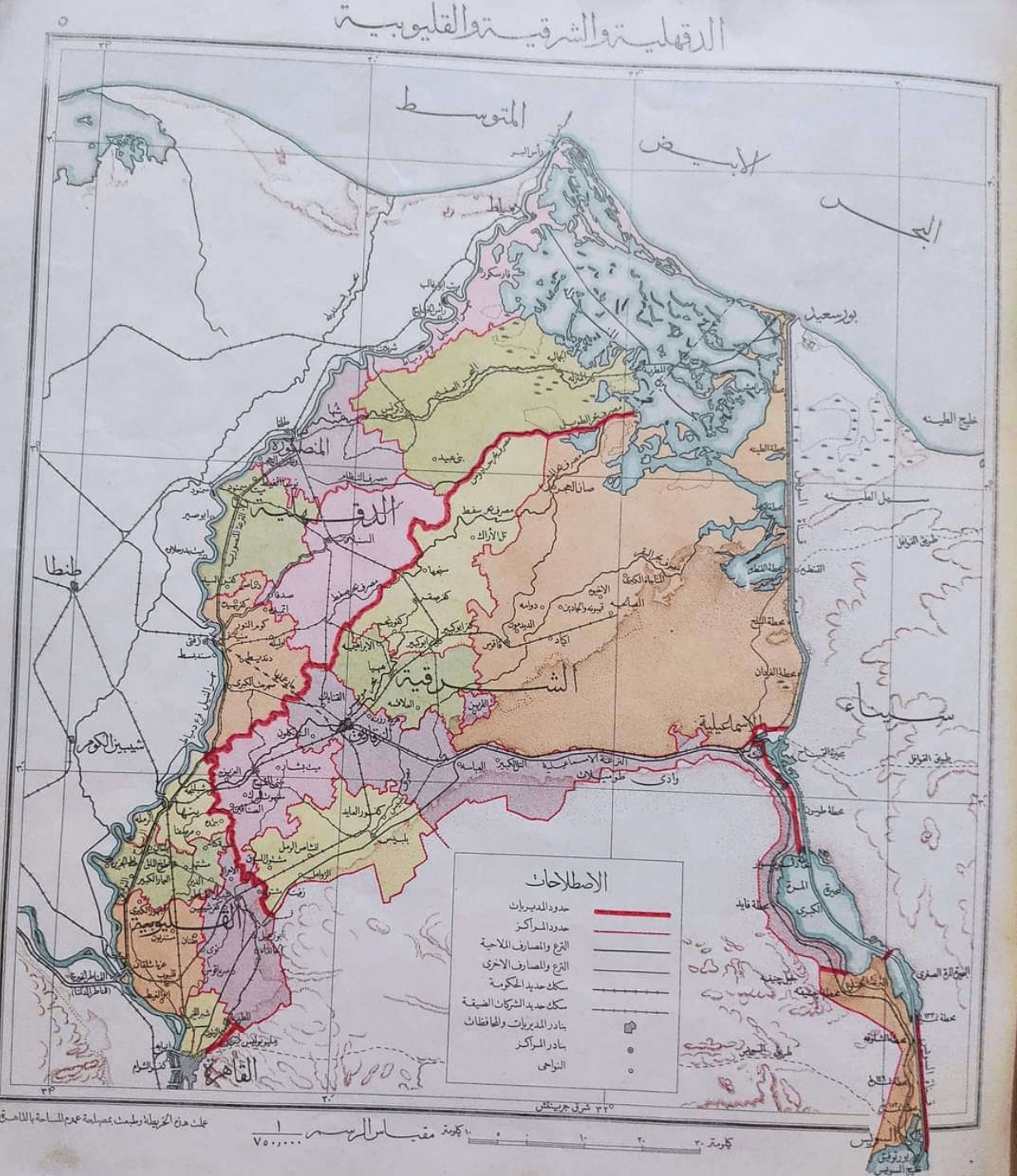
خريطة تظهر المركز باللون البرتقالي في عام 1914

كانت قرى ميت غمر من أقدم الأماكن التي سكنها قدماء المصريين إذ عثر على عدة آثار مصرية قديمة في منطقة كفر المقدام وقرية دنديط. أنشئ في سنة 1826 باسم قسم ميت غمر وجعل في اختصاصه 110 بلدة من مديرية الدقهلية، سمي بمركز سنة 1871. عندما شُكل مركز ديرب نجم سنة 1946 أخذت سبع بلاد من هذا المركز وضمت له، ليصبح عدد قراه 39 قرية سنة 1941 أصبحت اليوم عدد قراه 53 قرية. فصلت جزيرة الحاجي عن مركز زفتى وضمت للمركز في عام 1960.

## الجغرافيا
يقع المركز شرق فرع دمياط في أقصى جنوب المحافظة، يحده من الشمال مركزا أجا والسنبلاوين ومن الجنوب مركز كفر شكر ومن الشرق مركزا ديرب نجم والزقازيق ومن الغرب مركز زفتى. الملوحة زائدة في أراضي المركز بالعموم وفي جنوبه بالأخص بسبب ضعف كفاءة نظامي الري والصرف.

## السكان
بلغ عدد سكان المركز 707,185 نسمة في تقدير يوليو 2024 كلهم ريفيون، عدد الرجال منهم 361,824 والنساء 345,361 نسمة. كان عدد سكان المركز 662,184 نسمة في تعداد 2017 بما نسبته 10% من مساحة المحافظة.
| السنة | عدد السكان | السنة | عدد السكان |
| ----- | ---------- | ----- | ---------- |
| 1882  | 137,451    | 1976  | 274,181    |
| 1897  | 179,535    | 1986  | 249,402    |
| 1907  | 204,975    | 1996  | 428,106    |
| 1917  | 231,174    | 2006  | 512,210    |
| 1927  | 242,039    | 2017  | 662,184    |
| 1947  | 263,653    | 2024  | 707,185    |
| 1960  | 282,085    | —     | —          |

## التعليم في المركز
يقتصر التعليم العالي في المركز على كلية التربية النوعية بميت غمر التابعة لجامعة المنصورة. أما التعليم الأزهري، فتتوفر في قرية تفهنا الأشراف، التابعة إداريًا للوحدة المحلية بقرية ميت الفرماوي، عدة كليات تابعة لجامعة الأزهر وهي: كلية التربية للبنين، كلية الشريعة والقانون للبنين، كلية الدراسات الإنسانية للبنات، كلية التجارة للبنات.

## ميت غمر في الأدب والفن

غلاف فيلم جفت الأمطار

وردت قرية دقادوس في رواية ثلاثية التكوين والخروج والرؤيا للكاتب ماجد موريس إبراهيم. كانت قرية بشلا، التابعة لمركز ميت غمر، موقع تصوير فيلم جفت الأمطار (1967)، من بطولة شكري سرحان وسميحة أيوب، جسد الفيلم أجواء الريف المصري في تلك الفترة.